# Campeonato Virginense de Futebol (Ilhas Virgens Britânicas)
O British Virgin Islands Championship, é a primeira divisão do futebol das Ilhas Virgens Britânicas, composto por nove equipe, o campeonato possui equipes das duas principais ilhas do país. Até a temporada 2009 o  país possuía dois campeonatos, um em cada ilha, o Tortola League e Virgin Gorda League, em 2009 ocorreu o conjunto das competições se tornando em apenas um campeonato nacional.
O primeiro campeonato foi disputado em Tortola, em 1970, onde o The Bronze foi campeão, após isso a competição só voltou a ser disputada em 1979, e seguiu sendo disputada, com recessão em 1988, até 2004, quando houve a proposta de unificação com a Virgin Gorda League, que só se concretizou em 2009.
A liga de Virgin Gorda foi criada apenas em 1996, e teve um amplo domínio do Rangers FC. A competição durou até 2008, quando no ano seguinte foi confirmada a unificação das competições nacionais em uma só.

## Campeões

### British Virgin Islands Championship
| Edição  | Campeão       | Ilha         |
| ------- | ------------- | ------------ |
| 2009/10 | Islanders     | Tortola      |
| 2010/11 | Islanders     | Tortola      |
| 2011/12 | Islanders     | Tortola      |
| 2012/13 | Islanders     | Tortola      |
| 2013/14 | Islanders     | Tortola      |
| 2014/15 | Islanders     | Tortola      |
| 2015/16 | Sugar Boys    | Virgin Gorda |
| 2016/17 | Islanders     | Tortola      |
| 2018    | One Love FC   |              |
| 2018/19 | Não disputado | -            |
| 2019/20 | Islanders     | Tortola      |
| 2020/21 | Sugar Boys    | Virgin Gorda |
| 2021/22 | Sugar Boys    | Virgin Gorda |
| 2022/23 | One Love FC   |              |

Títulos por equipe
| Equipe       | Títulos | Edições                                                                |
| ------------ | ------- | ---------------------------------------------------------------------- |
| Islanders FC | 8       | 2009/10, 2010/11, 2011/12, 2012/13, 2013/14, 2014/15, 2016/17, 2019/20 |
| Sugar Boys   | 3       | 2015/16, 2020/21, 2021/22                                              |
| One Love FC  | 2       | 2018, 2022/23                                                          |

### Tortola League[6]
| 1970 | The Bronze            | 1993    | Interfada           | Equipe                | Títulos | Edições                            |
| 1979 | SKB Budweiser         | 1994    | Interfada           | SKB Budweiser         | 6       | 1979, 1981, 1984, 1985, 1986, 1987 |
| 1980 | Queen City Strikers   | 1995    | Interfada           | Interfada             | 4       | 1993, 1994, 1995, 1997             |
| 1981 | SKB Budweiser         | 1996    | Binder Stingers     | HBA Panthers          | 3       | 1999/00, 2000/01, 2002             |
| 1982 | International Motors  | 1997    | Interfada           | International Motors  | 2       | 1982, 1983                         |
| 1983 | International Motors  | 1997/98 | Binder Stingers     | Hairoun               | 2       | 1991, 1992                         |
| 1984 | SKB Budweiser         | 1998/99 | Veterans            | Binder Stingers       | 2       | 1996, 1997/98                      |
| 1985 | SKB Budweiser         | 1999/00 | HBA Panthers        | The Bronze            | 1       | 1970                               |
| 1986 | SKB Budweiser         | 2000/01 | HBA Panthers        | Queen City Strikers   | 1       | 1980                               |
| 1987 | SKB Budweiser         | 2001    | Future Stars United | Popeye Bombers        | 1       | 1989                               |
| 1989 | Popeye Bombers        | 2002    | HBA Panthers        | Jolly Rogers Strikers | 1       | 1990                               |
| 1990 | Jolly Rogers Strikers | 2003    | Old Madrid          | Veterans              | 1       | 1998/99                            |
| 1991 | Hairoun               | 2004    | Valencia I          | Future Stars United   | 1       | 2001                               |
| 1992 | Hairoun               |         |                     | Old Madrd             | 1       | 2003                               |
|      |                       |         |                     | Valencia I            | 1       | 2004                               |

### Virgin Gorda League
| 1996    | Spice United  | 2003/04 | Rangers       | Equipe        | Títulos | Edições                                                       |
| 1997    | Beverly Hills | 2004/05 | Rangers       | Rangers       | 9       | 1998, 2000, 2001, 2002/03, 2003/04, 2004/05, 2005, 2006, 2007 |
| 1998    | Rangers       | 2005    | Rangers       | Spice United  | 1       | 1996                                                          |
| 2000    | Rangers       | 2006    | Rangers       | Beverly Hills | 1       | 1997                                                          |
| 2001    | Rangers       | 2007    | Rangers       | Hairoun Stars | 1       | 2008                                                          |
| 2002/03 | Rangers       | 2008    | Hairoun Stars |               |         |                                                               |